# Малавийская квача
Малавийская ква́ча — денежная единица государства Малави.
1 малавийская квача равна 100 тамбалам. Международное обозначение — MWK. 26 февраля 2016 название на английском языке в ISO 4217 было изменено с «Kwacha» на «Malawi Kwacha».
В денежном обращении находятся банкноты номиналом в 50 тамбал, 1, 5, 10, 20, 50, 100, 200 и 500 малавийских квач, всего более 35 банкнот разной модификации. Однако, в реальном денежном обороте, находятся только банкноты серии, выпущенной в 1997 году.
В денежном обороте также находятся монеты номиналом 1, 2, 5, 10, 20, 50 тамбал и 1 квача.

## Банкноты

### Серия 1997 года
В обороте находятся банкноты номиналом 5, 10, 20, 50, 100, 200 и 500 квач различных годов выпуска. Также имеются банкноты одного номинала этой серии, являющиеся платёжным средством, но имеющие несколько другие формы элементов защиты. Банкноты старых образцов начиная с 15 февраля 1971 года выпуска являлись платёжным средством, но изымались из оборота по мере износа.
| Серия 1997 года | Серия 1997 года   | Серия 1997 года | Серия 1997 года | Серия 1997 года    | Серия 1997 года        | Серия 1997 года                            | Серия 1997 года |
| Изображение     | Изображение       | Номинал (квач)  | Размеры (мм)    | Основные цвета     | Описание               | Описание                                   | Год печати      |
| Лицевая сторона | Оборотная сторона | Номинал (квач)  | Размеры (мм)    | Основные цвета     | Лицевая сторона        | Оборотная сторона                          | Год печати      |
| --------------- | ----------------- | --------------- | --------------- | ------------------ | ---------------------- | ------------------------------------------ | --------------- |
|                 |                   | 5               | 126×63          | зелёный жёлтый     | портрет Джона Чилембве | женщины, толкущие зерно                    | 1997            |
|                 |                   | 10              | 132×66          | коричневый жёлтый  | портрет Джона Чилембве | девочки с учебниками                       | 1997            |
|                 |                   | 20              | 387×69          | фиолетовый голубой | портрет Джона Чилембве | сбор чая                                   | 1997            |
|                 |                   | 50              | 144×72          | синий голубой      | портрет Джона Чилембве | Арка Независимости                         | 1997            |
|                 |                   | 50              | 144×72          | синий голубой      | Арка Независимости     | университет в г. Зомба и мост в г. Мангоче | 2004            |
|                 |                   | 100             | 150×75          | красный розовый    | портрет Джона Чилембве | Капитолийский холм в г. Лилонгве           | 1997            |
|                 |                   | 200             | 156×78          | голубой серый      | портрет Джона Чилембве | здание Резервного банка Малави             | 1997            |
|                 |                   | 500             | 164×82          | коричневый синий   | портрет Джона Чилембве | комплекс зданий, африканские животные      | 2001            |
|                 |                   | 500             | 164×82          | коричневый синий   | портрет Джона Чилембве | комплекс зданий, африканские животные      | 2005            |

### Серия 2012 года
С 23 мая 2012 года в обращение поступила новая серия банкнот с изменённым дизайном и номинальным рядом: исчезли мелкие номиналы в 5 и 10 квач, добавился более крупный номинал в 1000 квач, банкноты старого образца имели платежную силу до 23 мая 2013 года.
| Серия 2012 года | Серия 2012 года   | Серия 2012 года | Серия 2012 года | Серия 2012 года | Серия 2012 года                  | Серия 2012 года                          | Серия 2012 года                     | Серия 2012 года     | Серия 2012 года |
| Изображение     | Изображение       | Номинал (квач)  | Размеры (мм)    | Основные цвета  | Описание                         | Описание                                 | Описание                            | Годы печати         |                 |
| Лицевая сторона | Оборотная сторона | Номинал (квач)  | Размеры (мм)    | Основные цвета  | Лицевая сторона                  | Оборотная сторона                        | Водяной знак                        | Годы печати         |                 |
| --------------- | ----------------- | --------------- | --------------- | --------------- | -------------------------------- | ---------------------------------------- | ----------------------------------- | ------------------- | --------------- |
|                 |                   | 20              | 128×64          | фиолетовый      | портрет M`Mbelwa II              | здание школы                             | M`Mbelwa II и число 20              | 2012 2014 2015 2016 |                 |
|                 |                   | 50              | 128×64          | голубой синий   | портрет Philip Gomani II         | национальный парк Казунгу                | Philip Gomani II и число 50         | 2012                |                 |
|                 |                   | 50              | 128×64          | светло-зелёный  | портрет Philip Gomani II         | национальный парк Казунгу                | Philip Gomani II и число 50         | 2014 2015 2016      |                 |
|                 |                   | 100             | 128×64          | розовый красный | портрет James Frederick Sangala  | здание медицинского колледжа             | James Frederick Sangala и число 100 | 2012-2016           |                 |
|                 |                   | 200             | 132×66          | синий голубой   | портрет Rose Lomathinda Chibambo | здание Парламента                        | Rose Lomathinda Chibamb и число 200 | 2012 2013 2016      |                 |
|                 |                   | 500             | 132×66          | коричневый      | портрет Джона Чилембве           | плотина на реке Зомба                    | Джон Чилембве и число 500           | 2012 2013 2014 2015 |                 |
|                 |                   | 1000            | 132×66          | зелёный         | портрет Хастингса Банды          | силосные башни                           | Хастингс Банда и число 1000         | 2012 2013 2014 2016 |                 |
|                 |                   | 2000            | 132×66          | жёлтый          | портрет Джона Чилембве           | Малавийский университет науки и техники  | Джон Чилембве и число 2000          | 2012 2013 2014 2016 |                 |
|                 |                   | 5000            | 132×66          | фиолетовый      | портрет Хастингса Банды          | Здание Резервного банка Малави, Блантайр | Хастингс Банда и число 5000         | 2021                |                 |